# Обрізки
Обрі́зки (рос. Обрезки, ерз. Обрезки) — селище у складі Ічалківського району Мордовії, Росія. Входить до складу Смольненського сільського поселення.

## Населення
Населення — 4 особи (2010; 28 у 2002).
Національний склад (станом на 2002 рік):
- мордва — 53 %
- росіяни — 43 %